# Cleveland (Utah)
Cleveland város az USA Utah államában, Emery megyében. Lakosainak száma 497 fő (2020. április 1.).

## Népesség
A település népességének változása:

| 2010 | 464 |
| 2020 | 497 |